# Бавыкин, Юрий Иванович
Юрий Иванович Бавыкин (род. 31 марта 1973, Белгород, РСФСР, СССР) — советский и российский футболист, играл на позиции защитника и полузащитника. После окончания игровой карьеры стал футбольным арбитром. Имеет тренерскую лицензию категории «А».

## Карьера
Начал играть в футбол в местной СДЮШ «Салют». В 1990—1992 годах выступал за дубль московского ЦСКА, в 1992 сыграл 19 матчей в высшей лиге за основной состав. В 1993 перешёл в тольяттинскую «Ладу», за которую сыграл до 1996 года 104 матча. В 1994 году провёл 6 матчей за ЦСКА. В 1996—1997 играл в высшей лиге за нижегородский «Локомотив». В 1997—1998 снова играл в «Ладе». В 1998 году провёл 14 матчей в высшей лиге за самарские «Крылья Советов», а в 1999 перешёл в калининградскую «Балтику», к бывшему тренеру «Лады» Владимиру Дергачу на место центрального полузащитника, которое освободилось после ухода в ЦСКА Виктора Навоченко. В 2000 году перешёл в саратовский «Сокол» и вместе с ним вышел в высшую лигу. В 2004 году играл новороссийском «Черноморце», ФК «Лисма-Мордовия», и «Спартаке-МЖК».
- В высшем дивизионе чемпионата России сыграл 82 матча, забил 6 голов. Выступал за такие клубы, как ЦСКА (Москва), «Локомотив» (Нижний Новгород), «Сокол» (Саратов)
- В первом дивизионе чемпионата России сыграл 243 матча, забил 34 гола

Титулы:
- Победитель первого дивизиона 2000 (в составе ФК «Сокол»)
- Серебряный призёр первого дивизиона 1993, 1995 (в составе ФК «Лада»)